# Xeropsamobeus scabriceps
Xeropsamobeus scabriceps är en skalbaggsart som beskrevs av Leconte 1878. Xeropsamobeus scabriceps ingår i släktet Xeropsamobeus och familjen Aphodiidae. Inga underarter finns listade i Catalogue of Life.